# Анциферова Тетяна Володимирівна
Тетяна Володимирівна Анциферова (нар. 11 липня 1954, Стерлітамак, Башкирська АРСР, Російська РФСР) — радянська і російська естрадна співачка, педагог з вокалу.

## Життєпис
Навчалась в Харківському музично-педагогічному училищі, з 1972 працювала в київському «Укрконцерті». Співала в гуртах: «Лелеки», «Везувій», «Либідь», «Музики».
Популярність співачці принесли пісні, виконані у фільмі «31 червня» (1978): «Мир без любимого», «Он пришёл, этот добрый день», «Чарльстон», «Звёздный мост», «Ищу тебя», «Любовь с первого взгляда».
В 1980 році, на церемонії закриття Олімпіади-80 в Москві, коли олімпійський символ «ведмежа» відлітав на повітряних кулях в нічне небо, звучала пісня «До свиданья, Москва» у виконанні Т. Анциферової в дуеті з Львом Лещенком.
У 1992 виконала партію Магдалини в російськомовній версії рок-опери «Ісус Христос — суперзірка».
Виконувала пісні композиторів Давіда Тухманова, Олександра Зацепіна, Віктора Рєзнікова, Володимира Матецького, Володимира Преснякова і Юрія Малікова, Ігоря Ніколаєва, Теодора Єфімова, Ігоря Єфремова, Б. Рівчуна, Романа Майорова, Олени Дедінскої та ін.
Випустила сольні альбоми: «Оглянись на детство» (1985, LP, Мелодія; пісня «Что-то было» з цієї платівки увійшла також в міні-диск «Телефонна книжка» з Аллою Пугачовою та Михайлом Боярським), «Всё хорошо» (1997, CD, Gala Records), «Узнай меня» (2008, CD, E-Records).
Вокал співачки звучить в ряді кінофільмів.
Займається викладацькою діяльністю.

## Фільмографія
Ролі у кіно:
- «Ростов-тато» (2000)

Закадровий вокал:
- «31 червня» (1978, вокальні партії принцеси Мелісенти (роль Наталії Трубнікової; Мосфільм)
- «Впізнай мене» (1979, вокал — пісні «Узнай меня» і «Ты поверь, поверь»; кіностудія ім. О. Довженка)
- (рос.)«О спорт, ты — мир!» (1980, док. фільм; вокал — пісня «До свиданья, Москва» (в дуеті з Львом Лещенком))
- «Ранок без оцінок» (1983, вокал — пісня «Если б не было школ»)
- «Артистка з Грибова» (1988, вокал — пісня «Ну чем она лучше»)
- «Пригоди Арслана» (1988)
- «Жінка дня» (1989, вокал — пісня «Вчерашний дождь»)
- «Солдати-12», «Солдати-13» (2007)
- «Солдати-14» (2008)